# Andesvibe
Andesvibe (latin: Vanellus resplendens) er en brokfugl, der lever i Andesbjergene - fra det sydvestlige Colombia til det nordvestlige Argentina.